# Ann Blyth
Ann Marie Blyth (Mount Kisco (New York), 16 augustus 1928) is een oscargenomineerde actrice uit Amerika.

## Carrière
Als jonge artieste gebruikte Ann de artiestennaam Anne Blyth. Ze werkte 1941-1942 bij Broadway. Toen ze een carrière kreeg in de filmindustrie, gebruikte ze haar ware naam. 
In 1944 kreeg ze een contract bij Universal Studios en kreeg haar debuut in de film Chip Off the Old Block (1944). Ze speelde vooral in musical-films. Al snel stapte ze echter over naar Warner Brothers en kreeg een rol in de succesvolle film Mildred Pierce (1945). Hierin speelde ze de dochter van actrice Joan Crawford. Hiervoor werd ze genomineerd voor een Oscar voor beste vrouwelijke bijrol.
Hierna blesseerde ze haar rug, waardoor haar carrière als succesvolle actrice achteruit ging. Ze kon niet veel films meer maken, maar stopte niet met acteren in films. Na Mildred Pierce, speelde ze in de jaren 40 en 50 toch nog in bijna 30 films.
In de jaren 60 speelde ze vooral in het theater. Ook speelde ze tot en met 1985 nog gastrollen in televisieseries.

## Filmografie
- Chip Off the Old Block (1944)
- The Merry Monahans (1944)
- Babes on Swing Street (1944)
- Bowery to Broadway (1944)
- Mildred Pierce (1945)
- Swell Guy (1946)
- Brute Force (1947)
- Killer McCoy (1947)
- A Woman's Vengeance (1948)
- Another Part of the Forest (1948)
- Mr. Peabody and the Mermaid (1948)
- Red Canyon (1949)
- Top o' the Morning (1949)
- Once More, My Darling (1949)
- Free for All (1949)
- Our Very Own (1950)
- Katie Did It (1951)
- The Great Caruso (1951)
- Thunder on the Hill (1951)
- The Golden Horde (1951)
- I'll Never Forget You (1951)
- Sally and Saint Anne (1952)
- One Minute to Zero (1952)
- The World in His Arms (1952)
- All the Brothers Were Valiant (1953)
- Rose Marie (1954)
- The Student Prince (1954)
- The King's Thief (1955)
- Kismet (1955)
- Slander (1956)
- The Buster Keaton Story (1957)
- The Helen Morgan Story (1957)